# Pfeil von Brabant
Der Pfeil von Brabant (auch Brabantse Pijl oder La Flèche Brabançonne) ist ein Eintagesrennen im Straßenradsport.
Der Wettbewerb findet in Belgien statt und erhielt seinen Namen von der ehemaligen Provinz Brabant sowie in Anlehnung an den Wallonischen Pfeil. Der Wettbewerb galt einst als Vorbereitungsrennen für die Flandern-Rundfahrt, seit 2010 findet es am Mittwoch nach Paris–Roubaix statt und bildet den Übergang von den „Kopfstein-Klassikern“ zu den „Ardennen-Klassikern“.
Ab 2004 war der Start in Zaventem, vorher in Sint-Genesius-Rode, mit dem Ziel auf dem Alsemberg. Seit 2007 ist der Start in Leuven und seit 2010 die Ankunft in Overijse. Der Parcours führt zu Beginn durch den flämischen und den wallonischen Teil Brabants und erreicht dann eine Schlussrunde um Overijse und Huldenberg, die mehrfach durchfahren wird. Diese Schlussrunde spielt sich beiderseits der Täler von IJse und Laan ab und enthält Steigungen wie die Moskesstraat, die auch Eingang in die Straßen-WM 2021 fand.
Das Rennen gehörte seit 2005 zur UCI Europe Tour mit zunächst in  UCI-Kategorie 1.1. und seit 2011 in 1.HC. Mit Einführung der UCI ProSeries 2020 wurde das Rennen Teil dieser Serie. Erfolgreichster Fahrer ist mit 4 Siegen Edwig Van Hooydonck. Je 3 Siegen konnten Oscar Freire, Johan Capiot und Johan Museeuw erringen. Seit 2016 wird auch ein internationales Frauenrennen ausgetragen.

## Palmarès

### Männer
| Jahr | Sieger               | Zweiter                    | Dritter             |
| ---- | -------------------- | -------------------------- | ------------------- |
| 1961 | Pino Cerami          | Michel Van Aerde           | Willy Schroeders    |
| 1962 | Ludo Janssens        | Robert De Middeleir        | Raymond Impanis     |
| 1963 | Joseph Wouters       | Emile Daems                | Gustaaf De Smet     |
| 1964 | Arnaldo Pambianco    | Yvo Molenaers              | Victor Van Schil    |
| 1965 | Willy Bocklant       | Georges Van Coningsloo     | Piet Rentmeester    |
| 1966 | Jan Janssen          | Bas Maliepaard             | Jos van der Vleuten |
| 1967 | Roger Rosiers        | Jan Lauwers                | Emile Coppens       |
| 1968 | Victor Van Schil     | Willy Van Neste            | Eddy Beugels        |
| 1969 | Willy In ’t Ven      | Jos van der Vleuten        | Willy Monty         |
| 1970 | Herman Van Springel  | Victor Van Schil           | Georges Pintens     |
| 1971 | Joseph Spruyt        | Eddy Merckx                | Roger De Vlaeminck  |
| 1972 | Eddy Merckx          | Herman Van Springel        | Roger Swerts        |
| 1973 | Johan De Muynck      | Victor Van Schil           | Herman Van Springel |
| 1974 | Herman Van Springel  | Frans Verbeeck             | Freddy Maertens     |
| 1975 | Willem Peeters       | Michel Pollentier          | Gerrie Knetemann    |
| 1976 | Freddy Maertens      | Eddy Merckx                | Frans Verbeeck      |
| 1977 | Frans Verbeeck       | Gerrie Knetemann           | Willy Teirlinck     |
| 1978 | Marcel Laurens       | Herman Van Springel        | Ludo Peeters        |
| 1979 | Daniel Willems       | Gerrie Knetemann           | Eddy Schepers       |
| 1980 | Michel Pollentier    | Sean Kelly                 | Alfons van Katwijk  |
| 1981 | Roger De Vlaeminck   | Guido Van Calster          | Johnny Broers       |
| 1982 | Claude Criquielion   | Eddy Planckaert            | Ronny Van Holen     |
| 1983 | Eddy Planckaert      | Rudy Matthijs              | Alfons De Wolf      |
| 1984 | Ronny Van Holen      | Theo de Rooij              | Paul Haghedooren    |
| 1985 | Adrie van der Poel   | Jean-Marie Wampers         | Laurent Fignon      |
| 1986 | Johan van der Velde  | Eddy Planckaert            | Theo de Rooij       |
| 1987 | Edwig Van Hooydonck  | Peter Harings              | Jean-Marie Wampers  |
| 1988 | Johan Capiot         | Jean-Philippe Vandenbrande | Rolf Gölz           |
| 1989 | Johan Capiot         | Adrie van der Poel         | Dirk De Wolf        |
| 1990 | Frans Maassen        | Johan Capiot               | Noël Segers         |
| 1991 | Edwig Van Hooydonck  | Dirk De Wolf               | Maurizio Fondriest  |
| 1992 | Johan Capiot         | Paul Haghedooren           | Mario De Clercq     |
| 1993 | Edwig Van Hooydonck  | Franco Ballerini           | Andreï Tchmil       |
| 1994 | Michele Bartoli      | Maarten den Bakker         | Gianni Bugno        |
| 1995 | Edwig Van Hooydonck  | Oleksandr Hontschenkow     | Dmitri Konyschew    |
| 1996 | Johan Museeuw        | Edwig Van Hooydonck        | Gianluca Pianegonda |
| 1997 | Gianluca Pianegonda  | Maarten den Bakker         | Michael Boogerd     |
| 1998 | Johan Museeuw        | Germano Pierdomenico       | Michael Boogerd     |
| 1999 | Michele Bartoli      | Michael Boogerd            | Daniele Nardello    |
| 2000 | Johan Museeuw        | Nico Mattan                | Rolf Sørensen       |
| 2001 | Michael Boogerd      | Scott Sunderland           | Axel Merckx         |
| 2002 | Fabien De Waele      | Erwin Thijs                | Chris Peers         |
| 2003 | Michael Boogerd      | Óscar Freire Gómez         | Luca Paolini        |
| 2004 | Luca Paolini         | Michael Boogerd            | Nico Sijmens        |
| 2005 | Óscar Freire Gómez   | Marc Lotz                  | Axel Merckx         |
| 2006 | Óscar Freire Gómez   | Karsten Kroon              | Nick Nuyens         |
| 2007 | Óscar Freire Gómez   | Nick Nuyens                | Kim Kirchen         |
| 2008 | Sylvain Chavanel     | Philippe Gilbert           | Juan Antonio Flecha |
| 2009 | Anthony Geslin       | Jérôme Pineau              | Fabian Wegmann      |
| 2010 | Sébastien Rosseler   | Thomas De Gendt            | Jurgen Van De Walle |
| 2011 | Philippe Gilbert     | Bjorn Leukemans            | Anthony Geslin      |
| 2012 | Thomas Voeckler      | Óscar Freire Gómez         | Pieter Serry        |
| 2013 | Peter Sagan          | Philippe Gilbert           | Bjorn Leukemans     |
| 2014 | Philippe Gilbert     | Michael Matthews           | Tony Gallopin       |
| 2015 | Ben Hermans          | Michael Matthews           | Philippe Gilbert    |
| 2016 | Petr Vakoč           | Enrico Gasparotto          | Tony Gallopin       |
| 2017 | Sonny Colbrelli      | Petr Vakoč                 | Tiesj Benoot        |
| 2018 | Tim Wellens          | Sonny Colbrelli            | Tiesj Benoot        |
| 2019 | Mathieu van der Poel | Julian Alaphilippe         | Tim Wellens         |
| 2020 | Julian Alaphilippe   | Mathieu van der Poel       | Benoît Cosnefroy    |
| 2021 | Thomas Pidcock       | Wout van Aert              | Matteo Trentin      |
| 2022 | Magnus Sheffield     | Benoît Cosnefroy           | Warren Barguil      |
| 2023 | Dorian Godon         | Ben Healy                  | Benoît Cosnefroy    |
| 2024 | Benoît Cosnefroy     | Dylan Teuns                | Tim Wellens         |

### Frauen
| Jahr | Siegerin             | Zweite               | Dritte           |
| ---- | -------------------- | -------------------- | ---------------- |
| 2018 | Marta Bastianelli    | Leah Kirchmann       | Marianne Vos     |
| 2019 | Sofie De Vuyst       | Marta Cavalli        | Coryn Rivera     |
| 2020 | Grace Brown          | Liane Lippert        | Floortje Mackaij |
| 2021 | Ruth Edwards         | Demi Vollering       | Elisa Balsamo    |
| 2022 | Demi Vollering       | Katarzyna Niewiadoma | Liane Lippert    |
| 2023 | Silvia Persico       | Demi Vollering       | Liane Lippert    |
| 2024 | Elisa Longo Borghini | Demi Vollering       | Alexandra Manly  |
| 2025 |                      |                      |                  |